# Белемніти
Белемноіде́ї (лат. Belemnoidea) або Белемні́ти — група (ряд чи кілька рядів) десятируких головоногих молюсків. Були схожі на сучасних кальмарів, вирізняючись наявністю складного скелета. Белемніти були найпоширеніші в юрському та крейдовому періодах. Окремі представники відомі з пермі; масового розвитку і найбільшої різноманітності белемніти досягли в тріасі; в еоцені вони вимерли. Белемніти є керівними копалинами для юрських і крейдових відкладів.

## Будова

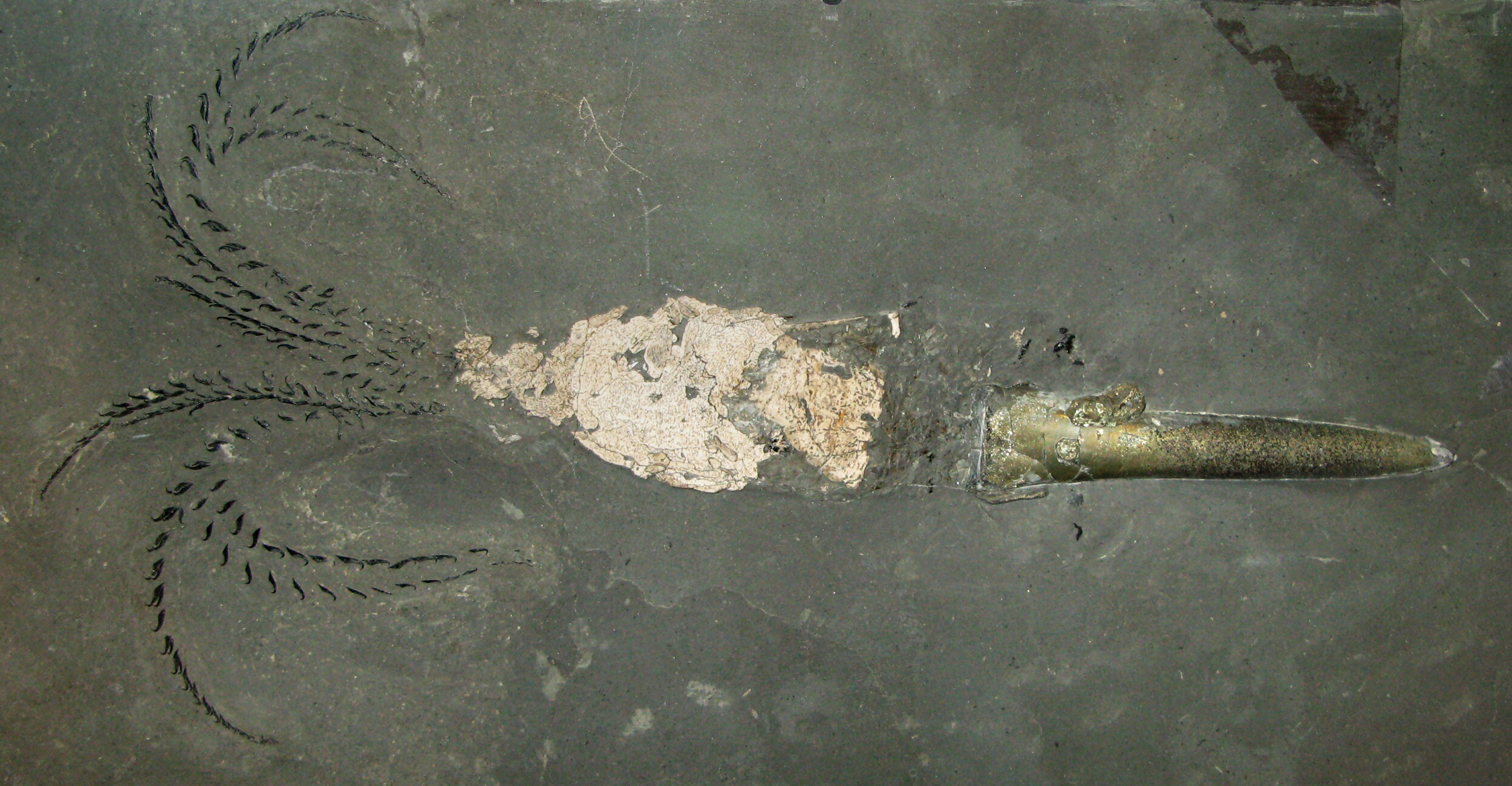
Виключно добре збережена скам'янілість белемніта

Белемніти нагадували виглядом і будовою сучасних кальмарів. Ближче до заднього кінця тіла містилися трикутні плавці. Молюски мали внутрішній вкритий мантією скелет, викопні рештки якого часто зустрічаються у породах мезозойської ери. Цей скелет складався з фрагмокону (багатокамерної арагонітової черепашки, що у белемнітів мала вигляд маленького прямого конуса), ростра (rostrum — масивної кальцитової структури, що охоплювала фрагмокон ззаду) та проостракуму — довгого виросту фрагмокону спереду, що являв собою рудимент верхньої стінки передньої камери. В найбільшій камері фрагмокона містилося тіло молюска, а всі інші камери були, ймовірно, наповнені газом і сполучалися з тілом сифоном, що пронизував його поблизу черевної сторони. Ростр міг як міститися глибоко всередині тіла, так і покриватися лише тонким шаром шкіри. В останньому випадку він мав у деяких видів яскраве забарвлення.
У викопному стані ростр зберігається часто, фрагмокон — рідко, проостракум — дуже рідко. Також відомі знахідки фосфатних гачків (оніхітів), що містилися на щупальцях белемнітів, слугуючи для утримання здобичі. Кожне щупальце мало по 30-50 гачків. Припускається, що в белемнітів вони розвинулися з чутливих відростків присосок, а не самих присосок, як у кальмарів.
Ротовий апарат белемнітів складався з розміщеного між щупальцями дзьоба, за яким містилася радула. Імовірно, що белемніти мали чорнильний мішок, з якого випускали рідину, що дозволяла тимчасово дезорієнтувати нападників.

## Спосіб життя
Це були рухливі хижі тварини, що, як і кальмари, плавали завдяки плавцям і реактивному виштовхуванню води з мантійної порожнини. Полювали зграями, куди належали особини приблизно одного віку та розміру. Втім, деякі види напевне вели самітний спосіб життя. Переважно белемніти проживали в шельфових водах, де харчувалися рибою, ракоподібними та іншими молюсками. Різні види віддавали перевагу проживанню на різній глибині. Відповідно харчувалися як вільно плаваючими тваринами, так і донними.
Самці белемнітів часто мали збільшені гачки на кількох щупальцях (мегаоніхіти). Вони слугували як для відлякування суперників, так і для утримання самиць при спарюванні. Імовірно мегаоніхіти виростали у самців при досягненні статевої зрілості, а не були властиві від появи на світ. Вважається, що белемніти спарювалися раз в житті, а після відкладення самицями яєць масово помирали.
Белемніти вилуплювалися з яєць, маючи зовнішню раковину, що потім заглиблювалася в тіло. Молоді молюски були частиною морського планктону.

## Белемніти в культурі
У багатьох народів викопні рештки белемнітів вважали застряглими в землі перунами (громовими стрілами). Зокрема українці називали їх громовицями. Ростри в фольклорі також називаються «чортові пальці» або «пальці святого Петра».

## Галерея

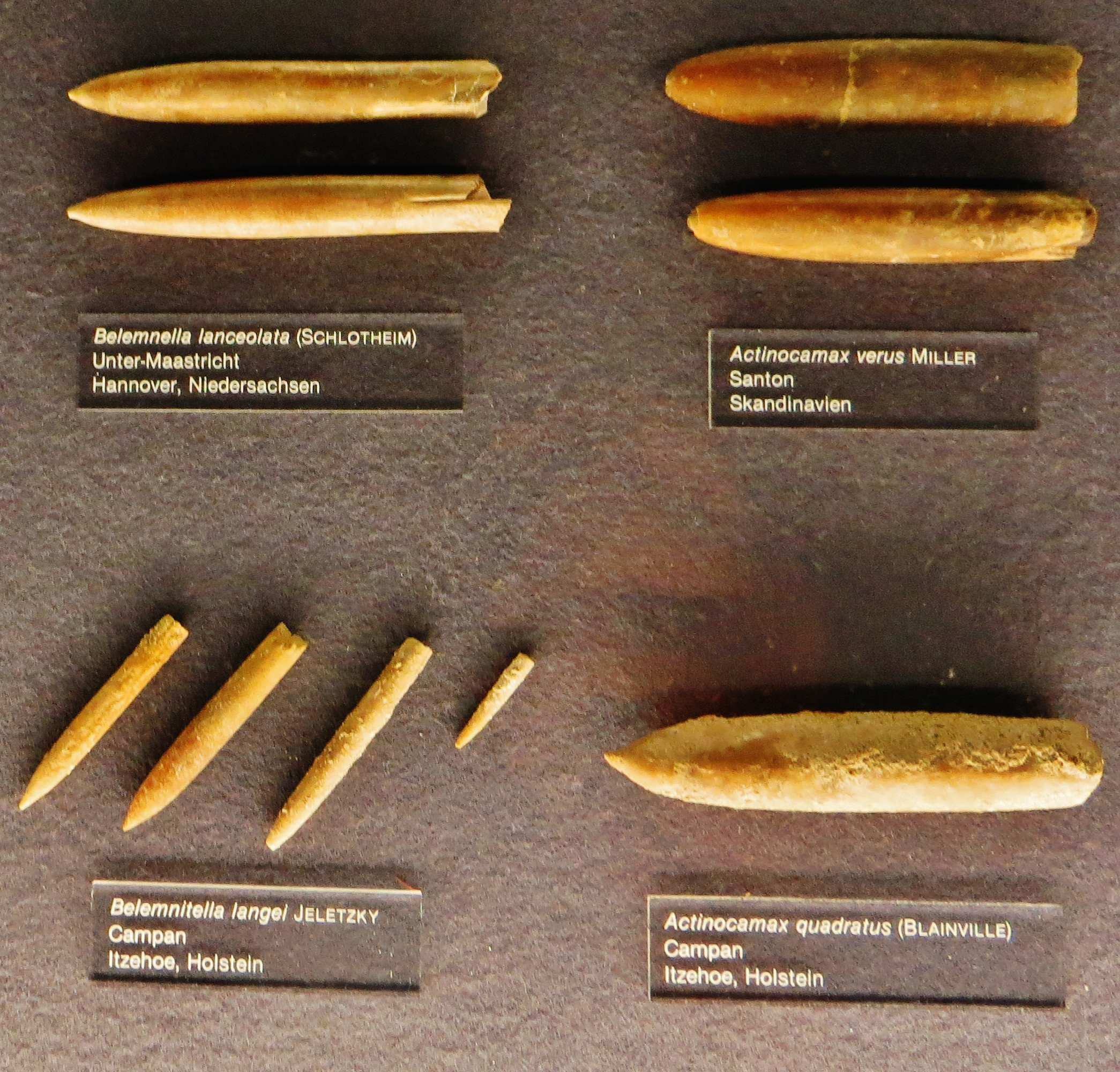
Ростри різних видів белемнітів
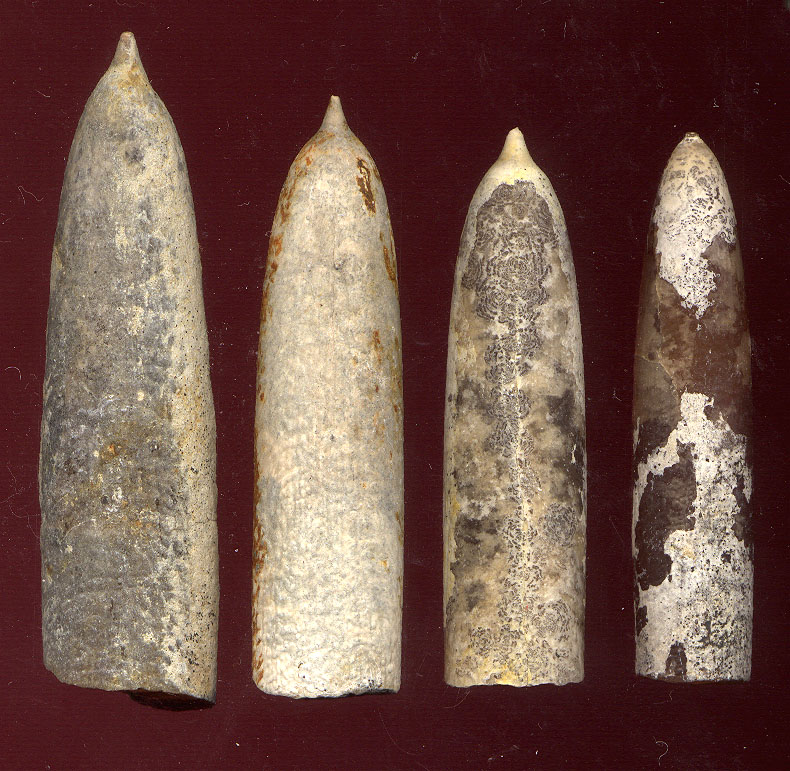
Ростри белемнітів, знайдені в с. Довге, Закарпатської обл.
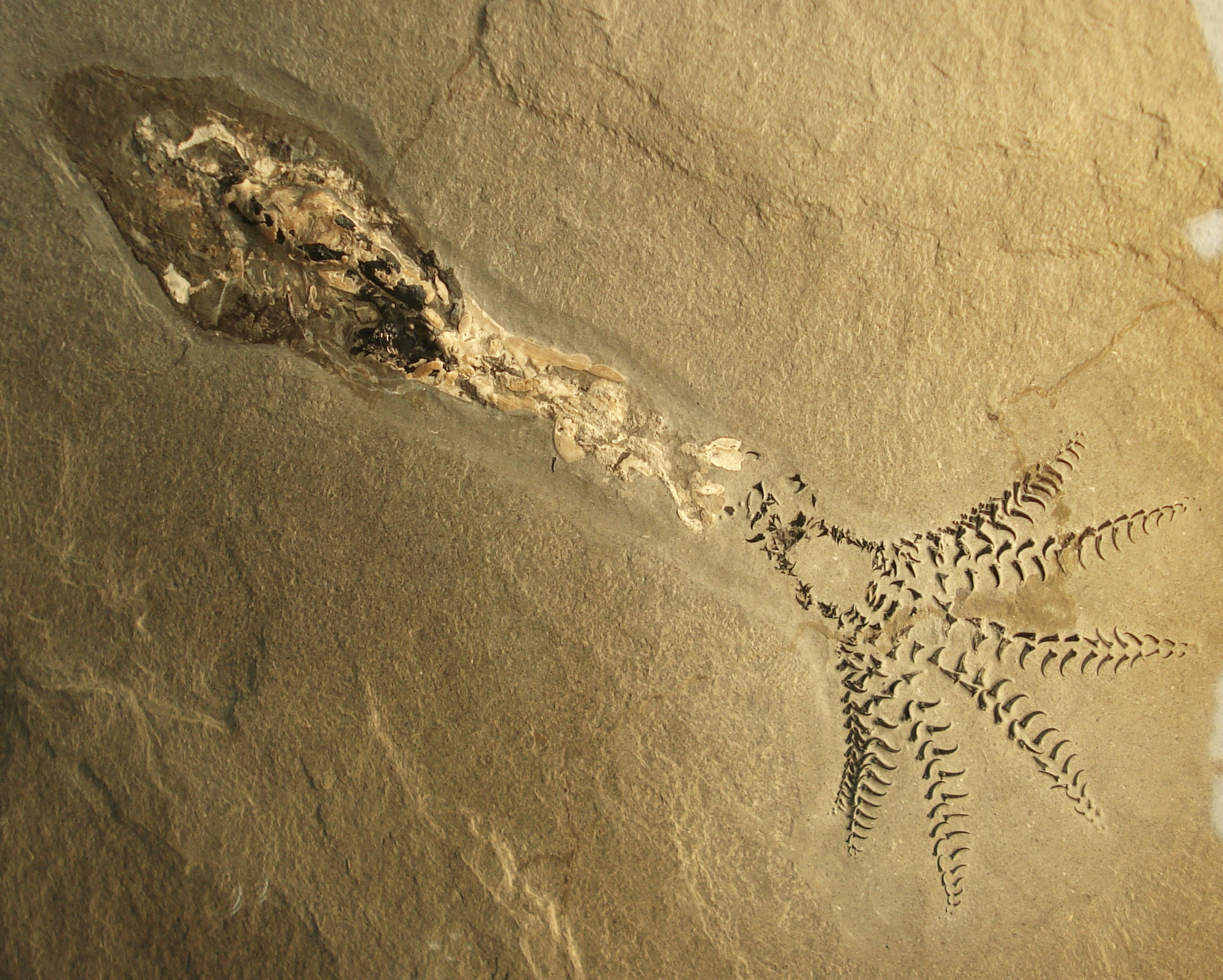
Добре збережена скам'янілість виду Clarkeiteuthis conocauda
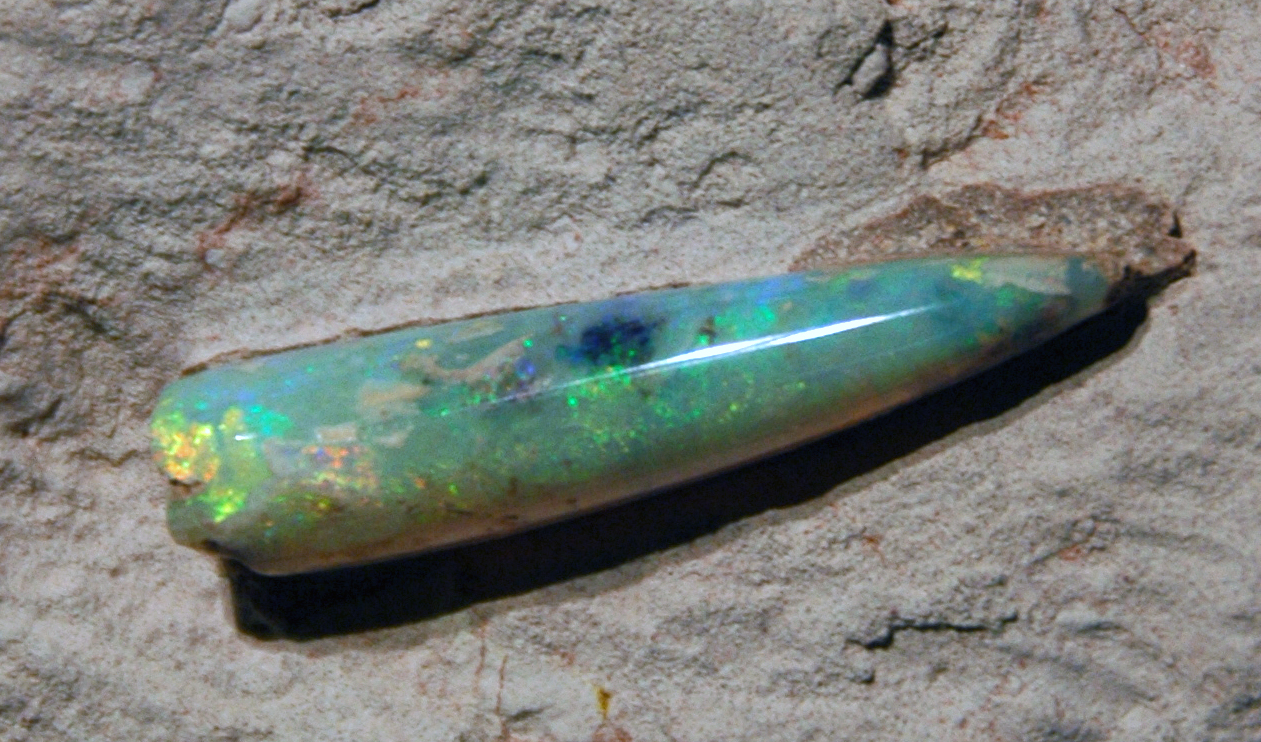
Опалізований белемніт
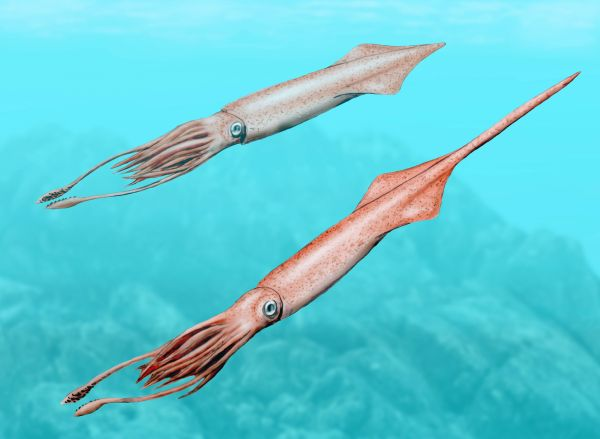
Реконструкція вигляду белемнітів
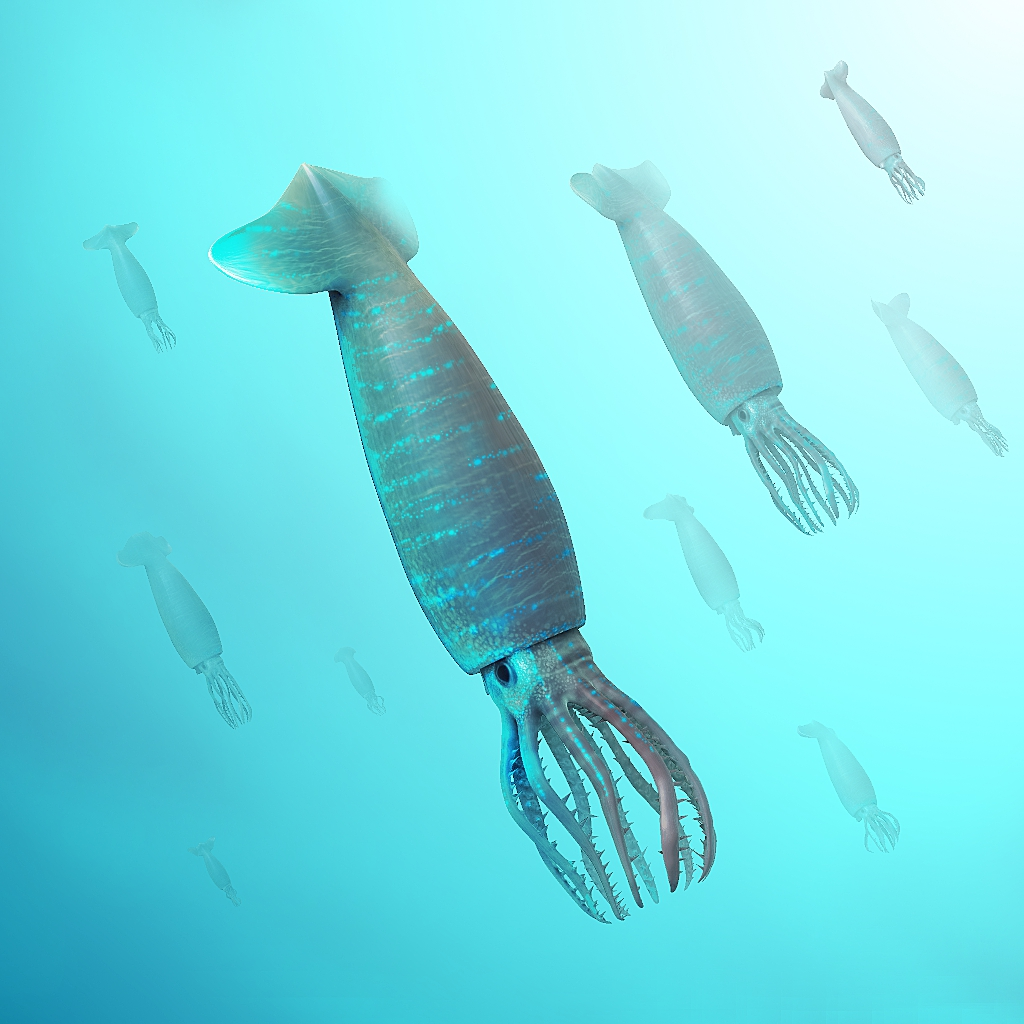
Реконструкція вигляду белемнітів